# Nowa Wieś (powiat sępoleński)
Nowa Wieś – wieś w Polsce położona w województwie kujawsko-pomorskim, w powiecie sępoleńskim, w gminie Kamień Krajeński.
Nowa Wieś zajmuje 225 ha i jest to 1,4% powierzchni gminy Kamień Krajeński, grunty orne to 179 ha, pastwiska 6,8 ha, sady 1 ha, zadrzewienia i lasy 25,9 ha.
Nowa Wieś powstała w wyniku umowy jaką właściciel – Zamartego – Jan Kazimierz von Osten-Sacken zawarł z miejscowymi gospodarzami 30 marca 1819 r. Nowej osadzie nadano nazwę „Neue Dorf” co oznaczało „Nowa Wieś”. Później podczas II wojny światowej podczas okupacji Niemcy zaczęli zmieniać nazwy miejscowości na niemieckie i tak zmieniono nazwę na „Annafeld”.
W pierwszej wojnie światowej polegli z Nowej Wsi: Albert Butt, Franz Butt, Paul Gabriel, Johann Latzke, Konrad Rilingier, Paul Splonskowski.
W 1921 roku wieś zamieszkiwało 90 mieszkańców, a w 1931 roku we wsi mieszkało 105 osób, w tym 75 Niemców i 30 Polaków. W 1946 roku, w Nowej Wsi mieszkały 74 osoby w tym tylko 2 Niemców. Na początku 2009 roku we wsi zamieszkiwało 60 osób. Według Narodowego Spisu Powszechnego (III 2011 r.) wieś liczyła 62 mieszkańców. Jest najmniejszą miejscowością gminy Kamień Krajeński.
W latach 1975–1998 miejscowość należała administracyjnie do województwa bydgoskiego.

## Galeria

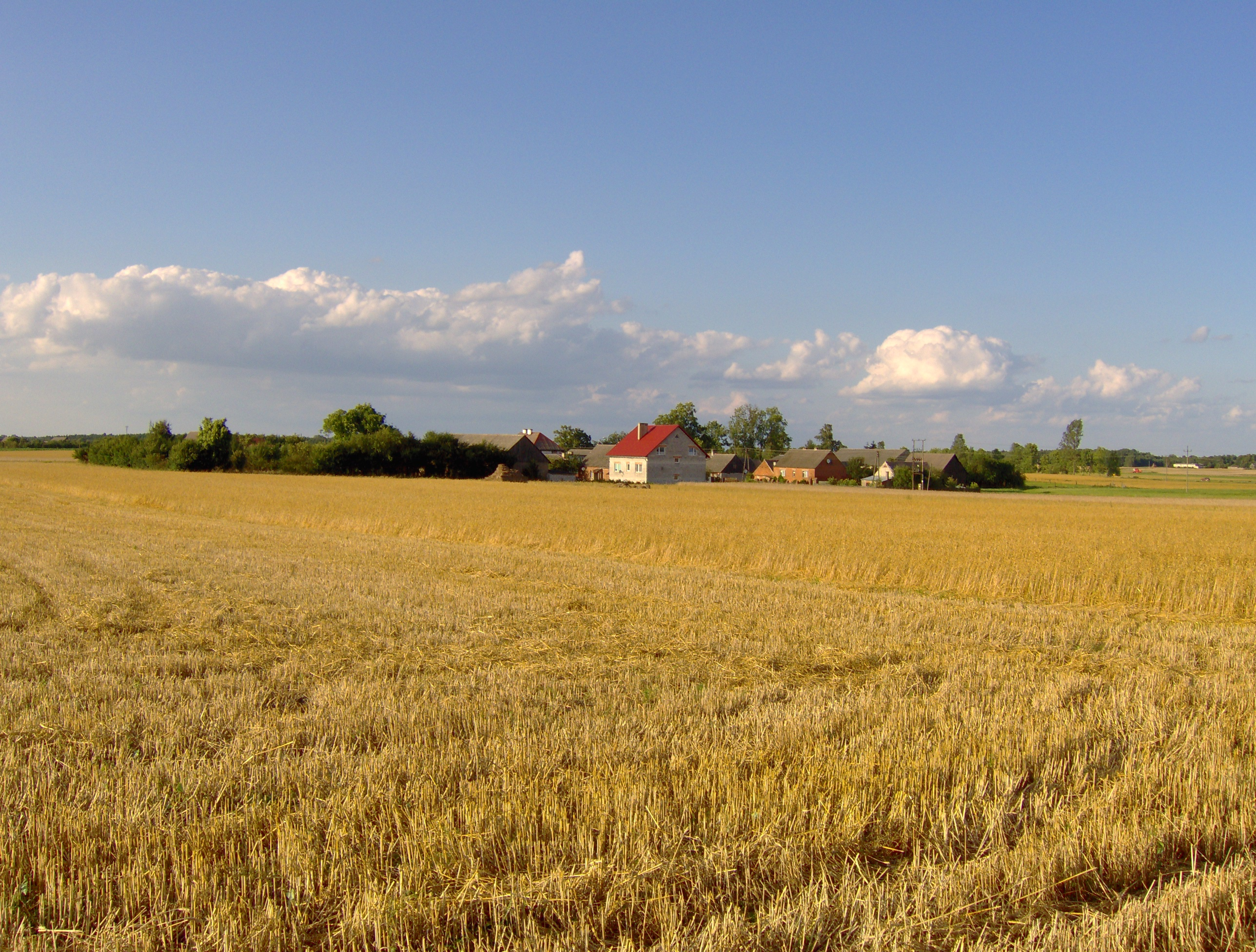
Widok na wieś od strony południowej
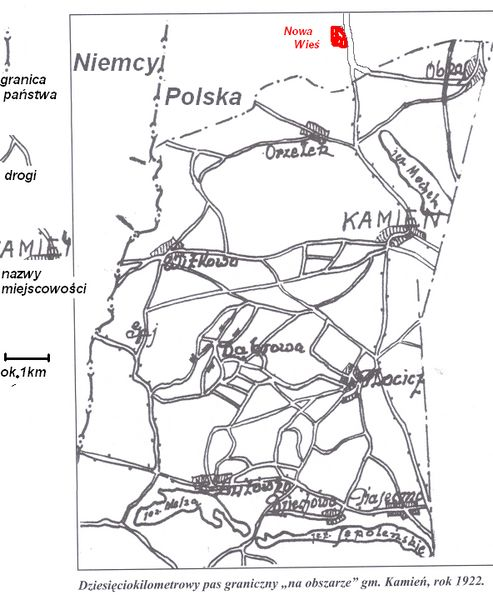
Granica wsi w 1922 r.
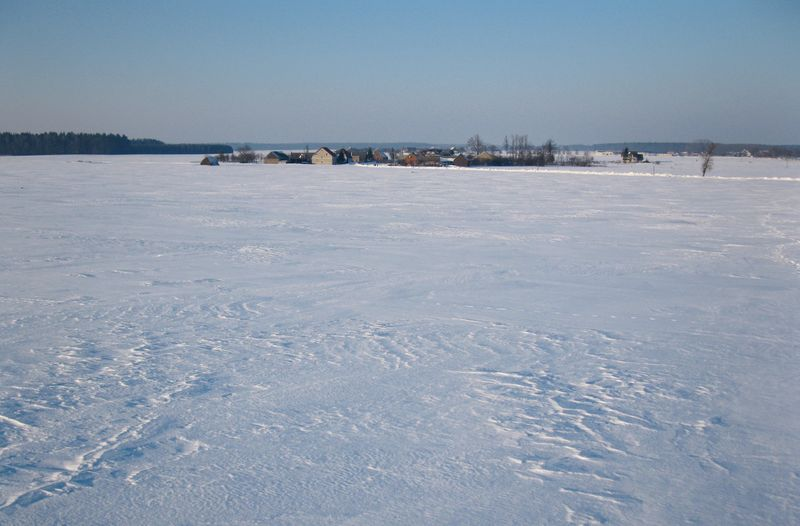
Nowa Wieś zimą 2010 r.
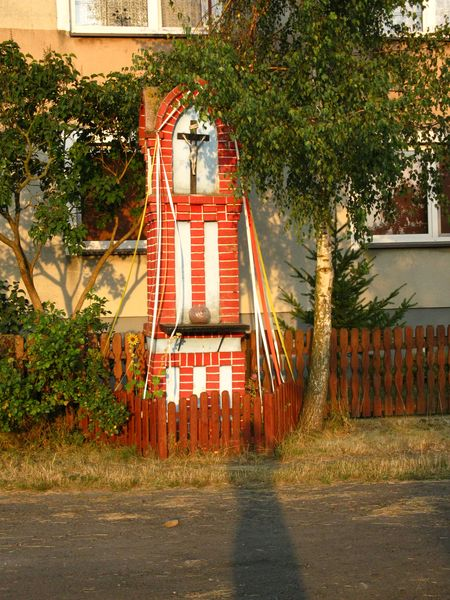
Zabytkowa figurka
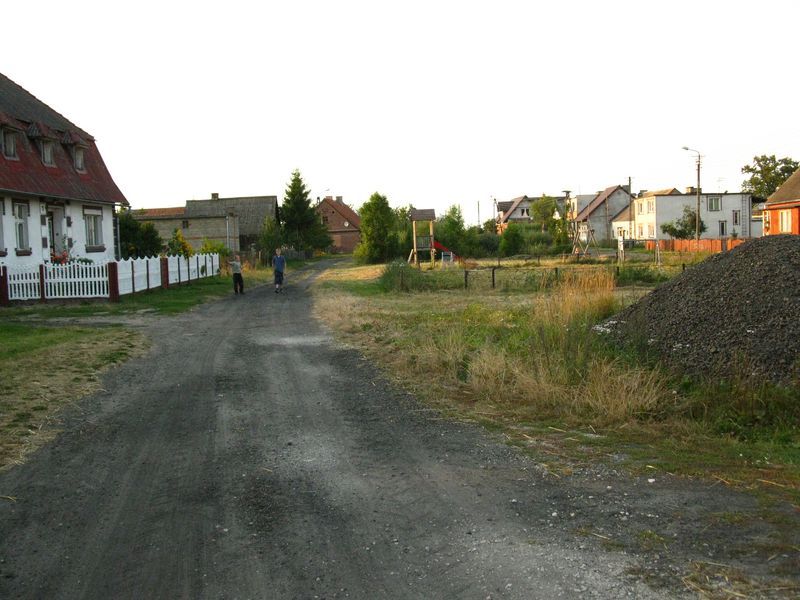
Widok na centrum miejscowości